# Brandenburgia

Ernst Friedel. Langjähriger Vorsitzender der Brandenburgia

Die Brandenburgia (offiziell: Gesellschaft für Heimatkunde der Provinz Brandenburg, später Gesellschaft für Heimatkunde und Heimatschutz in der Mark Brandenburg, Kurzbezeichnung: Brandenburgische Gesellschaft) war ein deutscher Geschichtsverein, der 1892 gegründet und in der Zeit des Nationalsozialismus aufgelöst wurde.

## Geschichte
Nach Auseinandersetzungen über die Arbeitsweise des Vereins für die Geschichte Berlins trat Stadtrat Ernst Friedel, bis 1891 selbst dessen Vorsitzender, aus. „Unmöglich konnte aber ein für die Erforschung der märkischen Heimat so begeisterter Mann wie Friedel einen einmal gefassten Gedanken so ohne weiteres aufgeben. Er sah ein, dass ihn nur die Stiftung einer eigenen festorganisierten wissenschaftlichen Vereinigung zu dem erwünschten Ziele führen könne, und ein kleiner Kreis treuer Freunde und Mitarbeiter. Noch blieb ihm die Pflegschaft des Märkischen Museums zur Durchführung seiner Pläne, und an diese langjährigen Mitarbeiter, an diese ständigen Gefährten seiner Wanderfahrten wandte er sich jetzt, um die erwünschte Vereinigung festgestellt und am 20. März des Jahres [1892] von den Versammelten die Satzungen angenommen, dann wurde auf Grund der letzteren die Begründung der neuen Gesellschaft vollzogen.“

Amélie Jaffé-Honrath als Brandenburgia auf der Feier zum zehnjährigen Bestehen (1902)

Friedel wurde Vorsitzender und später Ehrenvorsitzender der Brandenburgia. Benannt wurde die Gesellschaft nach der Personifikation der damaligen Provinz Brandenburg im Königreich Preußen. Die Ziele der Vereinigung waren: die Förderung der Landeskunde, der Altertumskunde und der Geschichtskunde der Provinz Brandenburg und Berlins, die Unterstützung des (ebenfalls von Friedel gegründeten) Märkischen Provinzialmuseums, der Schutz der natürlichen und geschichtlichen Nationaldenkmäler und die wissenschaftliche Zusammenarbeit mit Vereinigungen verwandter Richtung. Diese Ziele suchte die Gesellschaft durch jährlich mehrere Versammlungen, Ausflüge, Wanderversammlungen und ihre Publikationen zu erreichen. 1916 vereinigte sich die Brandenburgia mit der Landesgruppe Brandenburg des Bundes Heimatschutz.
Nach Friedels Tod übernahm Emil Bahrfeldt, 1921 dann Albert Kiekebusch den Vorsitz, 1935 wurde Friedrich Solger Vorsitzender. Bekannte Mitglieder waren: Heinrich von Achenbach (Ehrenmitglied), Friedrich Adler (Ehrenmitglied), Karl Altrichter, Paul Ascherson,  cEmil Bahrfeldt, Robert Behla (korrespondierendes Mitglied), Carl August Bolle, Rudolph Buchholz (Kustos des Märkischen Museums), Georg Engel, Carl Philipp Euler, Ludwig Feyerabend (korrespondierendes Mitglied), Theodor Fontane (Ehrenmitglied), Max von Forckenbeck (Ehrenmitglied), Georg Galland, Hugo Jentsch (Ehrenmitglied), Albert Erdmann Karl Gerhard von Levetzow (Ehrenpräsident), Hermann Maurer, Robert Mielke, Julius Rodenberg (Ehrenmitglied), Wilibald von Schulenburg (Ehrenmitglied), Wilhelm Schwartz (Ehrenmitglied), Paul Telge, Otto Tschirch (Ehrenmitglied), Wilhelm Wetekamp (Ehrenmitglied), Eduard Zache, Robert Zelle.

## Publikationen
- „Brandenburgia“. Monatsblatt der Gesellschaft für Heimatkunde der Provinz Brandenburg zu Berlin. 50 Bände, Berlin 1893–1942.
- Archiv der Brandenburgia. Gesellschaft für Heimatkunde der Provinz Brandenburg zu Berlin. 13 Bände, Berlin 1894–1911.
- G. Albrecht: Bilder aus der märkischen Vergangenheit.[4]